# گوناگونی ژنتیکی انسان

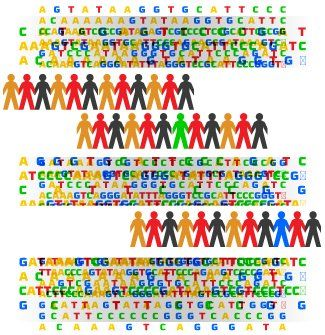
یک تصویر نمادین از تنوع ژنتیکی انسان

گوناگونی ژنتیکی انسان تفاوت‌های ژنتیکی در میان جمعیت‌ها است. ممکن است چندین نوع از هر ژن مشخص در جمعیت انسانی (آلل) وجود داشته باشد، این وضعیت چندریختی نام دارد.
هیچ دو انسانی از نظر ژنتیکی یکسان نیستند. حتی دوقلوهای مونوزیگوت (که از یک زایگوت پرورش می‌یابند) با توجه به جهش‌هایی که در طول رشد و تغییر تعداد کپی ژن رخ می‌دهد، اختلاف ژنتیکی ناچیزی دارند. تفاوت بین افراد، حتی افراد نزدیک به یکدیگر، کلیدی برای استفاده از تکنیک‌هایی مانند اثر انگشت ژنتیکی است. از سال ۲۰۱۷، مجموعه‌ای از ۳۲۴ میلیون نسخه شناخته‌شده از توالی ژنوم‌های انسان وجود دارد. سال ۲۰۱۵، اختلاف معمول بین ژنوم دو نفر در ۲۰ میلیون جفت‌باز (یا ۰٫۶٪ از مجموع ۳٫۲ میلیارد جفت‌باز) برآورد شد.
آلل‌ها در جمعیت‌های مختلف انسانی فراوانی‌های متفاوتی دارند. جمعیت‌هایی که از لحاظ جغرافیایی و اجدادی دورتر هستند، تفاوت بیشتری دارند. تفاوت بین جمعیت‌ها نشان‌دهنده بخش کوچکی از گوناگونی ژنتیکی کلی انسان است. جمعیت‌ها هم در میزان تفاوت بین اعضایشان، با یک‌دیگر متفاوت‌اند. بر اساس خاستگاه اخیر آفریقایی جمعیت غیر آفریقایی‌ها، بیشترین واگرایی بین جمعیت مناطق جنوب صحرای آفریقا وجود دارد.
مطالعه تغییرات ژنتیکی انسان اهمیت تکاملی و کاربردهای پزشکی دارد. این مطالعات، می‌تواند به دانشمندان کمک کند که بفهمند جمعیت انسان‌های اولیه چگونه مهاجرت می‌کردند و همچنین نحوه ارتباط گروه‌های انسانی را از نظر زیستی با یکدیگر مقایسه کنند. برای پزشکی، مطالعه تغییرات ژنتیکی انسان حائز اهمیت است زیرا برخی از آلل‌های ایجادکننده بیماری در افراد مناطق جغرافیایی خاص بیشتر اتفاق می‌افتند. یافته‌های جدید نشان می‌دهد که هر انسان به‌طور متوسط ۶۰ جهش جدید نسبت به والدین خود دارد.

## علل تغییر
علل اختلاف بین هر دو ژن شامل جور شدن مستقل ژن‌ها، تبادل ژن در هنگام تولید مثل (از طریق میوز) و رویدادهای جهشی متفاوت است.
حداقل سه دلیل برای تغییرات ژنتیکی بین جمعیت‌ها وجود دارد. اگر آلل مزیت رقابتی را فراهم کند، انتخاب طبیعی ممکن است یک مزیت سازگاری را برای افراد در یک محیط خاص ایجاد کند. آلل‌هایی که انتخاب می‌شوند احتمالاً فقط در مناطق جغرافیایی که مزیت را به وجود می‌آورند رخ می‌دهند. دومین فرایند مهم، رانش ژنتیکی است، که در اثر تغییرات تصادفی در خزانه ژنی اتفاق می‌افتد جایی که بیشتر جهش‌ها خنثی هستند (یعنی به نظر نمی‌رسد که اثر انتخابی مثبت یا منفی بر روی ارگانیسم دارند). درنهایت، جمعیت‌های کوچک مهاجران نسبت به جمعیت جایی که از آن می‌آیند اختلاف آماری دارند(اثر بنیانگذار). وقتی این مهاجران در مناطق جدیدی مقیم می‌شوند، جمعیت فرزندان آنها معمولاً با جمعیت مبدأ آنها متفاوت است: ژن‌های مختلفی غالب هستند و از نظر ژنتیکی نیز تنوع کمی دارند.
در انسان علت اصلی رانش ژنتیکی است. چند اثر بنیانگذار متوالی و اندازه کوچک جمعیت گذشتگان (افزایش احتمال رانش ژنتیکی) ممکن است تأثیر مهمی در اختلاف‌های خنثی بین جمعیت‌ها داشته باشد. دومین عامل اصلی تغییر ژنتیکی ناشی از درصد بالای خنثی بودن جهش‌ها است. به نظر می‌رسد تعداد کم اما قابل توجهی از ژن‌ها در این مناطق دستخوش انتخاب طبیعی شده‌اند و این فشارهای انتخابی گاهی مربوط به یک منطقه است.

## مقیاس‌های تنوع
تغییرات ژنتیکی در انسان در مقیاس‌های گسترده‌ای رخ می‌دهد، از تغییرات ناخالص در کاریوتیپ انسانی گرفته تا تغییرات تک نوکلئوتیدی. ناهنجاری‌های کروموزومی در ۱ از ۱۶۰ تولد انسان مشاهده می‌شود. جدای از اختلالات کروموزومی جنسی، اکثر موارد آنیوپلوئیدی، منجر به مرگ جنین در حال رشد (سقط جنین) می‌شوند. رایج‌ترین کروموزوم‌های اتوزومی اضافی در بین جنین‌های زنده، ۲۱، ۱۸ و ۱۳ است.
تنوع نوکلئوتیدی به‌طور متوسط نسبت نوکلئوتیدهایی است که بین دو فرد متفاوت است. در سال ۲۰۰۴، تنوع نوکلئوتیدی انسان 0.1% تا ۰٫۴٪ از جفت بازها تخمین زده شد. در سال ۲۰۱۵، پروژه ۱۰۰۰ ژنوم، که در آن ژنوم ۱۰۰۰ نفر از ۲۶ جمعیت انسانی را توالی‌یابی کردند، دریافتند که "یک ژنوم معمولی یک فرد، با ژنوم مرجع انسان در ۴٫۱ میلیون تا ۵٫۰ میلیون محل متفاوت است … که ۲۰ میلیون از بازهای توالی را تحت تأثیر قرار می‌دهد. "؛ شکل دوم با ۰٫۶٪ از کل جفت بازها مطابقت دارد. تقریباً در کلِ (۹۹٫۹٪) این محل‌ها اختلافات اندکی وجود دارد، چه در پلی‌مورفیسم‌های تک نوکلئوتیدی و چه درج یا حذف جزئی در توالی ژنتیکی، اما تغییرات ساختاری تعداد بیشتری از جفت بازها را نسبت به SNPها و ایندل‌ها تشکیل می‌دهد.
تا تاریخ ۲۰۱۷، بانک اطلاعات تک قطبی نوکلئوتیدی (dbSNP)، که SNP و متغیرهای دیگری را فهرست می‌کند، ۳۲۴ میلیون متغیر در توالی ژنوم انسان فهرست کرده است.

## تاریخ و توزیع جغرافیایی

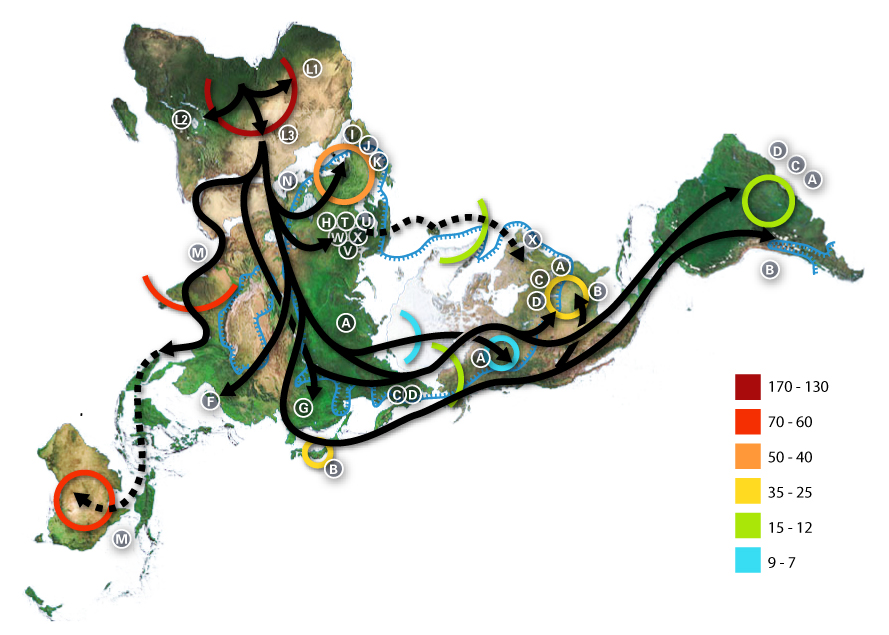
نقشه مهاجرت انسان‌های مدرن از آفریقا، بر اساس DNA میتوکندری. حلقه‌های رنگی نشانگر هزار سال قبل از زمان حال است.

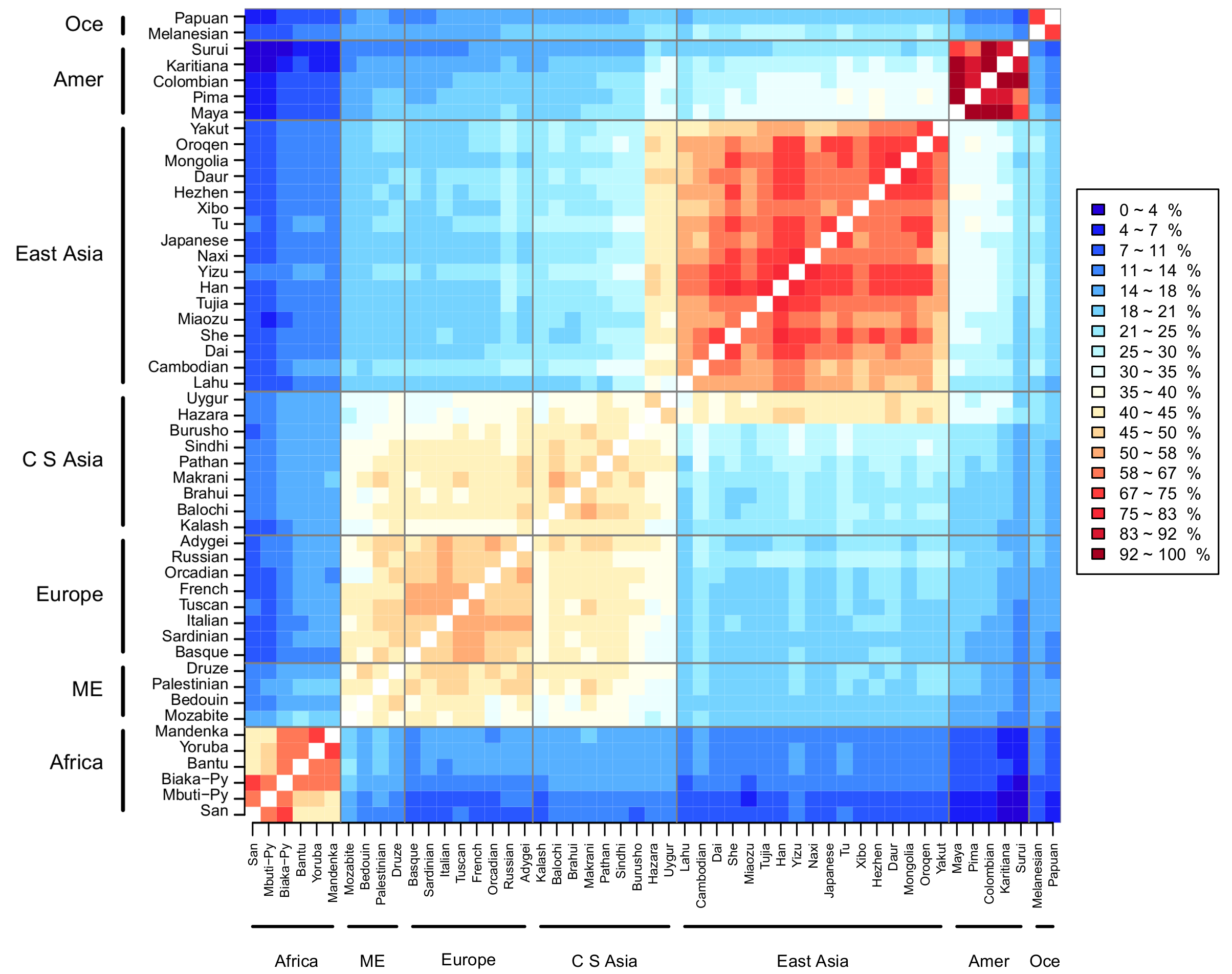
نقشه فاصله ژنتیکی توسط Magalhães و همکاران. (۲۰۱۲)

### خاستگاه اخیر آفریقایی انسان‌های امروزی
الگوی منشا اخیر آفریقایی انسان‌های امروزی، پراکندگی جمعیت‌های غیر آفریقایی انسان‌های امروزی از نظر آناتومیک را بعد از ۷۰٬۰۰۰ سال پیش فرض می‌کند. پراکندگی در آفریقا، دست کم ۱۳۰٬۰۰۰ سال پیش رخ داده است که به صورت قابل توجهی زودتر است. نظریه «خارج از آفریقا» در قرن نوزدهم به عنوان یک پیشنهاد ابتدایی در نزول انسان از چارلز داروین مطرح شد، اما تا دهه ۱۹۸۰ که با مطالعه میتوکندری DNA، همراه با انسان‌شناسی فیزیکی نمونه‌های باستانی تقویت شد، همچنان به صورت حدس و گمان باقی ماند.

### ژنتیک جمعیت
به دلیل مشترک بودن جدّ همه انسان‌ها، فقط تعداد کمی از گونه‌ها تفاوت فراوانی زیادی بین جمعیت‌ها دارند. با این حال، برخی از گونه‌های نادر در جمعیت جهان در حداقل یک جمعیت فراوانی زیادی دارد (بیش از 5%).

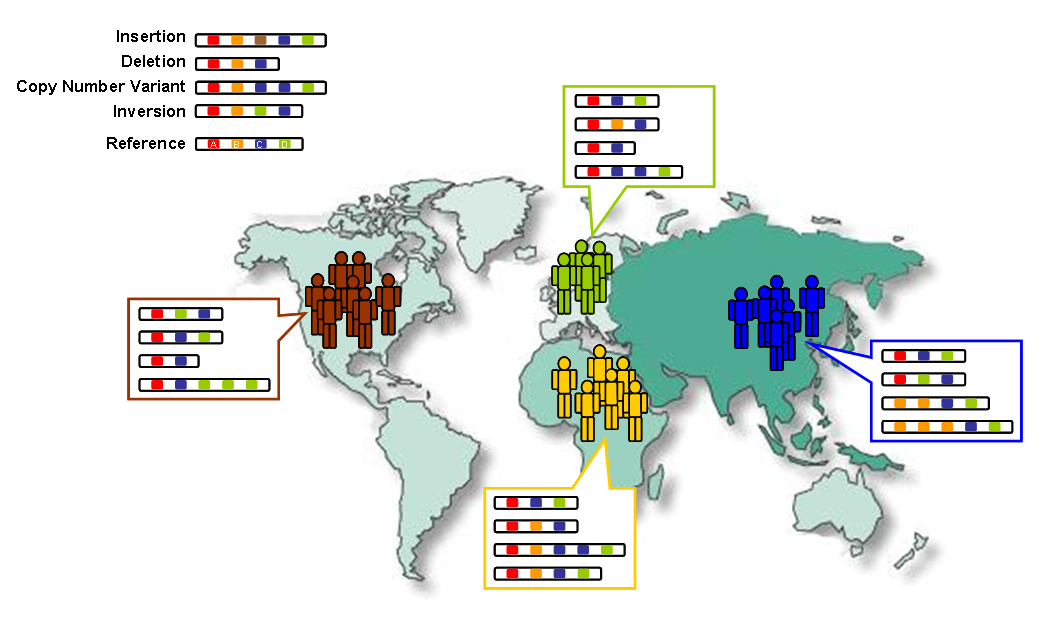
تنوع ژنتیکی

معمولاً فرض بر این است که انسان‌های اولیه آفریقا را ترک کرده‌اند، بنابراین باید قبل از واگرایی خود به آفریقا و اوراسیا در حدود ۱۰۰۰۰۰ سال پیش (تقریباً ۳۰۰۰ نسل) از تنگنای جمعیت عبور کرده باشند. گسترش سریع جمعیتی که کوچک بود، دو اثر مهم در توزیع تنوع ژنتیکی دارد. اول، اثری موسوم به اثر مؤسس که زمانی اتفاق می‌افتد که جمعیت بنیانگذار تنها زیرمجموعه‌ای از تغییرات ژنتیکی را از جمعیت اجدادی خود به ارمغان آورد. دوم، هرچه بنیانگذاران از لحاظ جغرافیایی بیشتر از هم جدا شوند، احتمال اینکه دو نفر از جمعیت‌های بنیانگذار مختلف جفت شوند، کمتر می‌شود. این نوع گزینش جفت در کاهش جابجایی ژن بین گروه‌های جغرافیایی و افزایش فاصله ژنتیکی بین گروه‌ها تأثیرگذار است.
پراکنده شدن انسان‌ها از آفریقا پراکنش گوناگونی ژنتیکی را از دو طریق دیگر تحت تأثیر قرار داد. اول، جمعیت‌های کوچکتر (بنیانگذار) به دلیل افزایش تغییرات در پلی‌مورفیسم‌های خنثی، رانش ژنتیکی بیشتری را تجربه می‌کنند. دوم، از آنجایی که انتقال ژن‌ها محدودتر شده، پلی‌مورفیسم‌های جدید که در یک گروه به‌وجود می‌آیند، با احتمال کمتری به سایر گروه‌ها منتقل می‌شوند.

### پراکنش گوناگونی

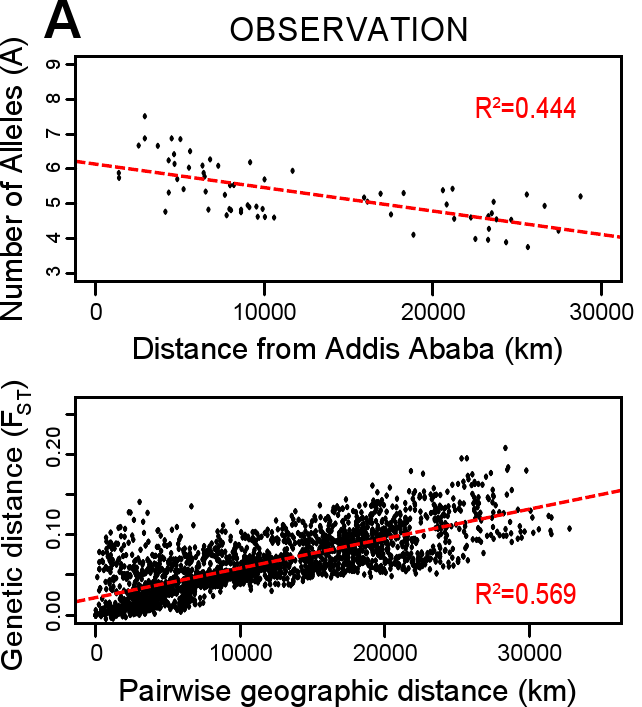
تنوع ژنتیکی انسان، محاسبه شده از داده‌های ژنتیکی که نشان دهنده ۳۴۶ جایگاه کروموزومی است که از ۱۴۸۴ نفر در ۷۸ جمعیت انسانی گرفته شده است. نمودار بالا نشان می‌دهد از آنجایی که جمعیت بیشتری از شرق آفریقا وجود دارد، تنوع ژنتیکی را نسبت به میانگین اندازه‌گیری کاهش می‌دهد. نمودار پایین جدایی را بر حسب فاصله نشان می‌دهد. جمعیت‌های با فاصله بیشتر متفاوت‌ترند (همان‌طور که توسط آمار Fst اندازه‌گیری می‌شود) نسبت به آنهایی که از نظر جغرافیایی به یکدیگر نزدیک هستند. محور افقی هر دو نمودار، فاصله جغرافیایی است که در امتداد مسیرهای احتمالی مهاجرت انسان اندازه‌گیری می‌شود. (نمودار از Kanitz و همکاران ۲۰۱۸)

پراکنش گونه‌های ژنتیکی در داخل و بین جمعیت‌های انسانی به دلیل دشواری در تعریف «جمعیت» و ناهمگونی در ژنوم غیرممکن است. با این وجود، می‌توان به‌طور کلی گفت که به‌طور متوسط ۸۵٪ از تغییرات ژنتیکی در درون جمعیت‌های محلی وجود دارد، ۷٪ بین جمعیت‌های محلی درون قاره‌ها است و ۸٪ از تغییرات بین گروه‌های بزرگی که در قاره‌های مختلف زندگی می‌کنند رخ می‌دهد. نظریه خاستگاه اخیر آفریقایی برای انسان پیش‌بینی می‌کند که در آفریقا تنوع بسیار بیشتری نسبت به جاهای دیگر وجود دارد و هر چه بیشتر از جمعیت آفریقا نمونه‌برداری می‌کنیم این تنوع باید کاهش یابد.

#### گوناگونی فنوتیپی
بیشترین تنوع ژنتیکی انسان در جنوب صحرای آفریقا وجود دارد و نشان داده شده است که این تنوع در مورد شکل جمجمه هم وجود دارد. فنوتیپ از طریق بیان ژن به ژنوتیپ مرتبط است. تنوع ژنتیکی با هر چه فاصله مهاجرت از این منطقه افزایش می‌یابد، تنوع ژنتیکی کاهش می‌یابد. بسیاری از دانشمندان معتقدند این محل خاستگاه انسان امروزی است و کاهش تنوع ژنتیکی با کاهش در تنع فنوتیپی آشکار می‌شود. اندازه‌گیری جمجمه نمونه‌ای از خصوصیات بدنی است که تنوع درون‌جمعیتی آن، با فاصله گرفتن از آفریقا کاهش می‌یابد.
یک استثنای برجسته در توزیع معمول خصوصیات بدنی در داخل و بین گروه‌ها، رنگ پوست است. تقریباً ۱۰٪ از پراکندگی رنگ پوست در گروه‌ها رخ می‌دهد و ۹۰٪ بین گروه‌ها مشاهده می‌شود (Relethford 2002). این توزیع رنگ پوست و الگوی جغرافیایی آن (به این صورت که افرادی که اجداد آنها عمدتاً در نزدیکی خط استوا زندگی می‌کردند، دارای پوستی تیره‌تر از آن‌هایی بودند که اجدادشان عمدتاً در عرض‌های بالاتر زندگی می‌کردند) نشان می‌دهد که این ویژگی تحت فشار شدید انتخاب طبیعی قرار داشته است. به نظر می‌رسد برای جلوگیری از آفتاب‌سوختگی، سرطان پوست، فوتولیز فولات و آسیب دیدن غدد عرق، پوست تیره، با قاطعیت زیادی در مناطق استوایی انتخاب شده است.
درک چگونگی تأثیر تنوع ژنتیکی در جمعیت انسانی، بر سطوح مختلف بیان ژن، یک زمینه تحقیقی فعال است. در حالی که مطالعات قبلی بر رابطه بین تنوع DNA و بیان RNA متمرکز بودند، بیشتر تلاش‌های اخیر بر توصیف کنترل ژنتیکی جنبه‌های مختلف بیان ژن از جمله حالات کروماتین، ترجمه، و سطوح پروتئین تمرکز دارند. یک مطالعه منتشر شده در سال ۲۰۰۷ نشان داد که ۲۵٪ از ژن‌ها سطوح مختلف بیان ژن را بین جمعیت اروپایی و آسیایی نشان می‌دهند.

##### شاخص تثبیت رایت به عنوان معیار تنوع
سِوال رایت، متخصص ژنتیک جمعیت ، شاخص تثبیت (که معمولاً مختصر F ST است) را به عنوان روشی برای اندازه‌گیری تفاوت‌های ژنتیکی بین جمعیت‌ها معرفی کرد. این آماره اغلب در طبقه‌بندی برای مقایسه تفاوت بین دو جمعیت داده‌شده بر اساس اندازه‌گیری تفاوت‌های ژنتیکی بین جمعیت‌ها استفاده می‌شود. شاخص تثبیت برای انسان حدود ۰٫۱۵ تخمین زده می‌شود. به این معنی که ۸۵٪ از تغییرات اندازه‌گیری شده در جمعیت کلی انسان بین افراد یک جمعیت یافت می‌شود و حدود ۱۵٪ از این تغییر بین جمعیت‌ها رخ می‌دهد.

### ترکیب باستانی
این فرضیه وجود دارد که انسان‌های مدرنِ آناتومیک در طول پارینه‌سنگی میانی با نئاندرتال‌ها در هم می‌آمیزند. در ماه مه ۲۰۱۰، پروژه ژنوم نئاندرتال شواهد ژنتیکی‌ای را ارائه داده است که نشان می‌دهد احتمالاً درهم‌آمیختگی رخ داده است و بخش کوچک اما قابل توجهی از درهم‌آمیختگی با نئاندرتال در حال حاضر در DNA اوراسیایی‌ها و اهالی اقیانوسیه، و تقریباً در جمعیت جنوب صحرای آفریقا وجود دارد.

## طبقه‌بندی جمعیت جهان

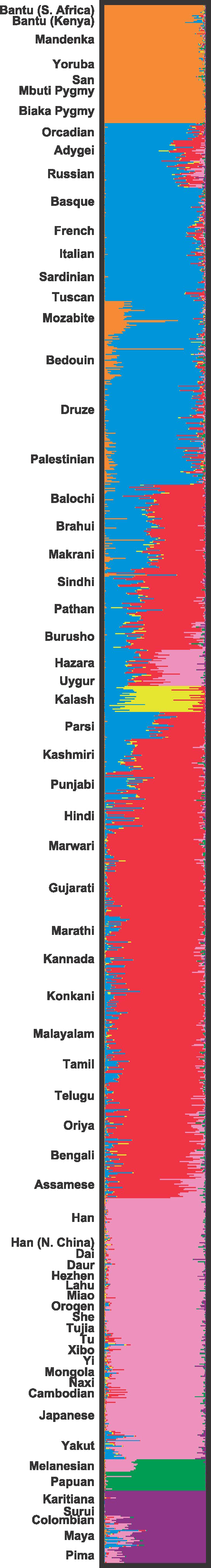
نمودار نشانگر خوشه‌بندی ژنتیکی انسان.

داده‌های جدید در مورد تنوع ژنتیکی انسان بحث‌ها در مورد وجود مبنای بیولوژیکی برای طبقه‌بندی انسان‌ها به نژادها را مجدداً به راه انداخته است. بیشتر بحث‌ها این سؤال را در بر می‌گیرد که چگونه می‌توان داده‌های ژنتیکی را تفسیر کرد و آیا نتیجه‌گیری بر اساس آن درست است یا خیر.
اگر چه تفاوت‌های ژنتیکی در میان گروه‌های انسانی نسبتاً کم است، این تفاوت در ژن‌های خاصی مانند دافی، ABCC11، SLC24A5، موسوم به نشانگر اصل و نسب می‌تواند به‌طور قابل اعتمادی برای قرار دادن افراد در گستره گروه‌بندی‌های جغرافیایی استفاده شوند. به عنوان مثال، تجزیه و تحلیل رایانه‌ای صدها جایگاه کروموزومی چندوجهی که از جمعیت پراکنده جهانی نمونه‌گیری شده‌اند، وجود خوشه‌بندی ژنتیکی را نشان می‌دهد که تقریباً با گروه‌هایی که در طول تاریخ در مناطق قاره‌ای و شبه‌قاره‌ای مستقر بودند مرتبط است (Rosenberg et al. 2002؛ Bamshad et al. 2003).
برخی از مفسران استدلال می‌کنند که این الگوهای تنوع، توجیه بیولوژیکی‌ای را برای استفاده از دسته‌بندی‌های سنتی نژادی فراهم می‌کند. آن‌ها استدلال می‌کنند که دسته‌بندی قاره‌ای تقریباً با تقسیم انسانها به آفریقای سیاه، اروپاییها، آسیایی‌های غربی، آسیای میانه، آسیای جنوبی و آفریقای شمالی. آسیای شرقی، آسیای جنوب شرقی، پولینزیایی‌ها و آمریکایی‌های بومی؛ و ساکنان دیگر اقیانوسیه مطابقت دارد(Melanesians , Micronesians و Aborigines استرالیا) (ریش و همکاران ۲۰۰۲).
در بسیاری از نقاط جهان، گروه‌ها به گونه‌ای آمیخته شده‌اند که بسیاری از افراد دارای اجداد متاخری از مناطق کاملاً جدا از هم هستند. اگرچه تجزیه و تحلیل ژنتیکی تعداد زیادی از جایگاه‌های کروموزومی می‌تواند تخمین درصد اجداد یک فرد از جمعیت‌های مختلف قاره‌ای را بدست آورد (Shriver et al. 2003؛ Bamshad et al. 2004)، این تخمین‌ها ممکن است تمایز غلطی از جمعیت والد را فرض بگیرد، زیرا گروه‌های انسانی در طول تاریخ در مقیاس‌های محلی و قاره‌ای با یک‌دیگر جفت‌گیری کرده‌اند (کاوالی-سورفزا و همکاران ۱۹۹۴؛ هودرر ۲۰۰۲).

### خوشه‌بندی ژنتیکی
از داده‌های ژنتیکی می‌توان برای فهمیدن ساختار جمعیت استفاده کرد و افراد را به گروه‌هایی دسته‌بندی کرد که غالباً با پیشینه جغرافیایی شناسایی‌شده‌شان مطابقت دارد. جورد و وودینگ (۲۰۰۴) اظهار داشت که "تجزیه و تحلیل تعداد زیادی از جایگاه‌های کروموزومی برآوردهای دقیقی از شباهت ژنتیکی بین افراد به جای جمعیت‌ها به دست می‌دهد. با این حال، شناسایی بوسیله خاستگاه جغرافیایی ممکن است با بررسی اجداد تاریخی مشترک بین افراد از اعتبار بیفتد.

### انسان‌شناسی پزشکی قانونی
انسان‌شناسان پزشکی قانونی با تجزیه و تحلیل اندازه‌گیری‌های اسکلتی می‌تواند اجداد جغرافیایی (یعنی آسیایی، آفریقایی یا اروپایی) را از بقایای اسکلت با درجه دقت بالایی تعیین کند.

نمودار مثلثی مقدار متوسط ترکیب پنج گروه قومی آمریکای شمالی را نشان می‌دهد. افرادی که خود را متعلق به هر کدام از گروه‌ها می‌دانند می‌توانند در بسیاری از مکان‌های نقشه پیدا شوند، اما به‌طور متوسط گروه‌ها تمایل به خوشه‌بندی مجزا دارند.

### شارش و ترکیب ژن
شارش ژن بین دو جمعیت میانگین فاصله ژنتیکی بین آن‌ها را کاهش می‌دهد، فقط جمعیت‌های کاملاً مجزا هیچ‌گونه شارش ژن را تجربه نمی‌کنند و اکثر جمعیت‌ها دارای شارش ژن مداوم با سایر همسایگان هستند که باعث ایجاد توزیع کلینی می‌شود که اثر آن در ایجاد تغییرات ژنتیکی پروانه‌ای مشاهده شده. هنگامی که شارش ژن بین جمعیت ژنتیکی تمایز یافته اتفاق می‌افتد، «ترکیب ژنتیکی» نام می‌گیرد.
نقشه‌برداری ترکیبی روشی است که برای بررسی نقش تنوع ژنتیکی در بروز اختلاف در نرخ ابتلا به بیماری‌ها در بین جمعیت‌ها استفاده می‌شود. جمعیت‌های ترکیبی اخیر که ردیابی اجداد آن‌ها به چند قاره می‌رسد، برای شناسایی ژن برای صفات و بیماری‌هایی که شیوع آن‌ها بین جمعیت‌های والد متفاوت است، مناسب هستند. به عنوان نمونه، جمعیت آفریقایی-آمریکایی مورد توجه بسیاری از مطالعات نقشه‌برداری ژنتیکی و ترکیبات جمعیتی قرار گرفته است، از جمله مطالعاتی دربارهٔ صفات ژنتیکی پیچیده مانند تعداد گلبول‌های سفید، شاخص توده بدنی، سرطان پروستات و بیماری کلیوی.

## پروژه‌های ژنوم
پروژه‌های ژنوم انسان تلاش‌هایی علمی هستند که ساختار ژنوم انسان را مشخص یا مطالعه می‌کنند. پروژه ژنوم انسانی یک پروژه ژنوم برجسته بود.

### پروژه‌ها
- پروژه ۱۰۰۰ ژنوم